# Vytautas Kriauza
Vytautas Kriauza (* 16. März 1955 in Gelgaudiškis, Rajongemeinde Šakiai) ist ein litauischer Politiker und Neurochirurg.

## Leben
Nach dem Abitur 1973 an der Mittelschule absolvierte Kriauza 1979 das Studium am Medicinos institutas (KMI) in Kaunas und 1980 wurde Chirurg und 1981 Neurochirurg. Von 1982 bis 1989 arbeitete er als wiss. Mitarbeiter am KMI, von 1989 bis 1992 und 1993 bis 1994 stellv. Direktor für Chirurgie am KMUK, von 1992 bis 1993 Vizeminister und Minister für Gesundheit im Kabinett Šleževičius, von 1994 bis 1995 Neurochirurg, von 1997 bis 2000 Vizeminister für Gesundheit. 2004 absolvierte er das Studium der Rechtswissenschaften an der LTU, von 2005 bis 2012 stellv. Direktor der Staatlichen Krankenkasse am Gesundheitsministerium Litauens.